# 囊多棘鳞鲀
囊多棘鳞鲀（学名：Sufflamen bursa），又名項帶多棘鱗魨、項帶鼓氣鱗魨、鼓氣鱗魨，为鳞鲀科多棘鳞鲀属的一種熱帶海水魚，分布於印度太平洋區，從東非至夏威夷、馬克薩斯群島，北起日本南部，南迄澳洲大堡礁、新喀里多尼亞海域，棲息深度3-90公尺，本魚體呈長橢圓形，齒白色，在眼前有一溝伸向鼻孔下方，在身體的後半部及尾柄處常有突起的小棘或瘤狀物，頸部由2條深褐色斜帶組成一如新月狀的斑紋，體呈灰褐色，由吻至腹部有一條白色斜紋，斜紋下的體色較淡，體長可達25公分，棲息在臨海礁石區水域，通常單獨活動，以甲殼類、貝類、海膽、腹足類、藻類等為食，生活習性不明，可作為食用魚及觀賞魚。